# La gallina i el porc

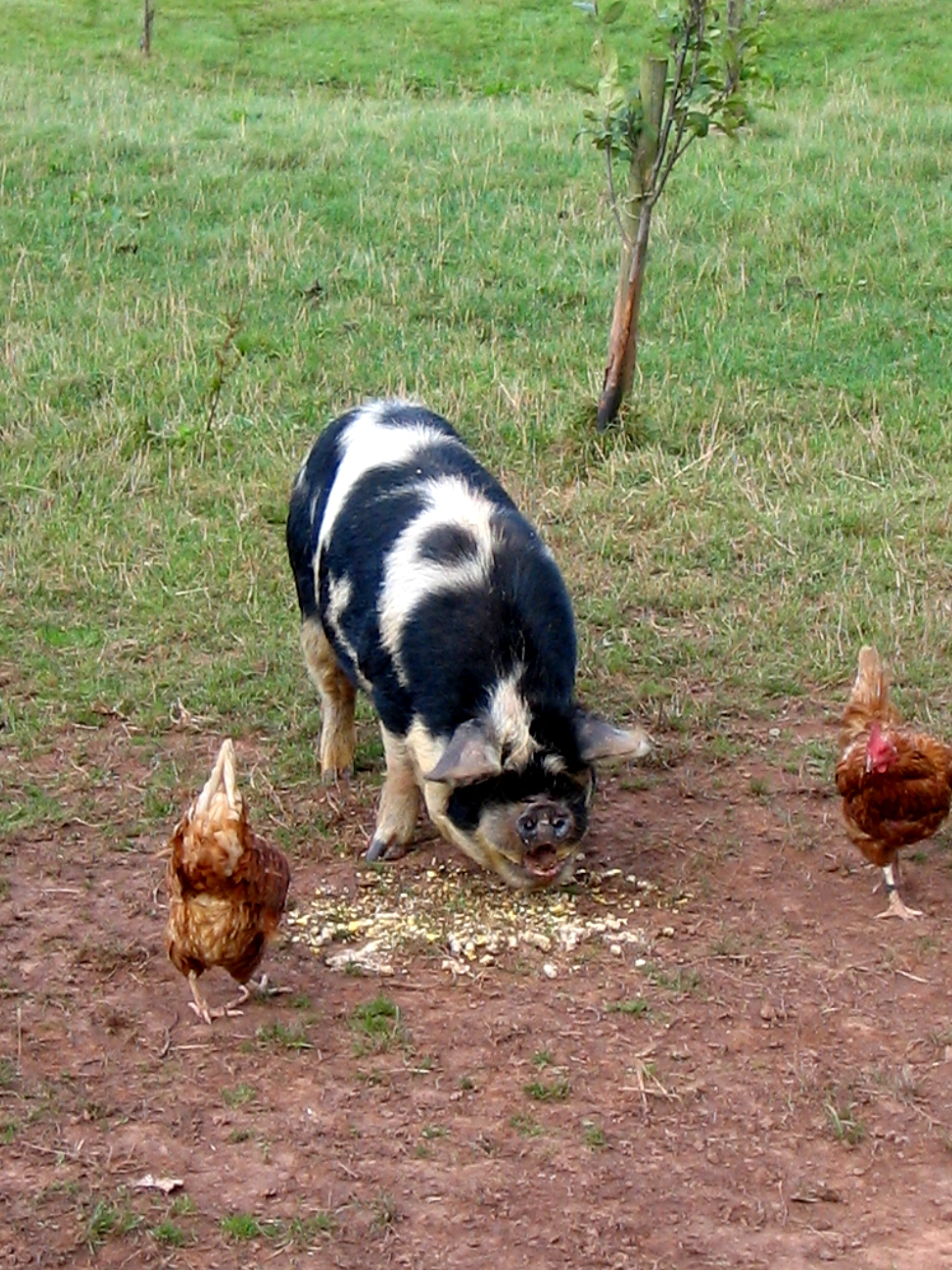

La gallina i el porc és una faula empresarial que consisteix en el compromís amb un projecte o causa. Quan es cuina un plat d'ous amb pernil o cansalada, el porc proporciona pernil o cansalada que requereixen el seu sacrifici vital i el pollastre proporciona els ous que no són difícils de produir ni suposen el seu sacrifici vital. Així, el porc està realment compromès amb aquest plat, mentre que el pollastre només hi participa, tot i que es necessiten tots dos per produir el plat.

## Contingut
La faula del pollastre i del porc s'utilitza per il·lustrar els diferents nivells de compromís dels grups d'interès implicats en un projecte. La faula bàsica funciona:
Un porc i un pollastre van caminant per la carretera.
El pollastre diu: "Ei Porc, estava pensant que hauríem d'obrir un restaurant!"
El porc respon: "Mmm, potser, com l'anomenaríem?"
El pollastre respon: "Què et sembla 'ous amb pernil'?"
El porc pensà un moment i digué: "No, gràcies. Jo estaria comprometent la meva vida, però tu només hi estaria relacionat".
De vegades, la història es presenta com una endevinalla:
Pregunta: En un esmorzar de cansalada i ou, quina diferència hi ha entre el pollastre i el porc?
Resposta: El pollastre està implicat, però el porc està compromès!

## Interpretació i lliçons
La faula s'ha utilitzat principalment en contextos en què es necessita un equip fort per tenir èxit, com en esports o en la metodologia àgil de desenvolupament de programari.

### Gestió de projectes àgil
La faula s'ha posat com a referència per definir dos tipus de membres del projecte pel sistema de gestió àgil scrum: els porcs, totalment compromesos amb el projecte i responsables del seu resultat, i els pollastres, que consulten el projecte i se’ls informa del seu progrés. Aquesta analogia es basa en el fet que el porc pot proporcionar cansalada (una ofrena sacrificial, per la qual el porc ha de morir per tal de proporcionar-la) enfront d'un pollastre que proporciona ous (no depenent del seu propi sacrifici vital).
Per a un projecte Scrum, l'equip de desenvolupament, els propietaris de productes i els mestres de Scrum es consideren persones compromeses amb el projecte mentre que les parts interessades, els clients i la direcció executiva es consideren implicades, però no estan compromeses amb el projecte.
A partir del 2011, la faula ha estat retirada del procés oficial de Scrum.

### Esports
La faula també s'utilitza com a analogia per a nivells de compromís amb jocs d'equip, etc. Per exemple, s'han atribuït variacions d'aquest pressupòsit a l'entrenador de futbol Mike Leach, que va dir, sobre els oficials del partit Tech-Texas del 2007 a Austin: "És una mica com l'esmorzar; menges pernil i ous. Com a entrenadors i jugadors, som com el pernil. Ja veieu, el pollastre està implicat, però el porc s'ha compromès. Som com el porc, però ells són com el pollastre. Estan involucrats, però al final de tot nosaltres som els que ho conduïm".